# ILOVEYOU
ILOVEYOU, Loveletter ili Love bug je računalni crv koji se slao kao priložena datoteka e-mail poruci naslova "ILOVEYOU". 
Širio se po računalima koja su radila pod operativnim sustavom Windows, drugi operacijski sustavi nisu bili ugroženi, tj. iako je računalo koje je radilo pod bilo kojim operacijskim sustavom moglo dobiti e-mail poruku od virusa, samo su se ona koja su radila pod Windowsima mogla zaraziti.

## Opis

### Djelovanje
4. svibnja 2000. godine pojavio se kao elektronička poruka s naslovom "ILOVEYOU" te datotekom "LOVE-LETTER-FOR-YOU.TXT.vbs" u prilogu. Kad bi korisnik pokušao otvoriti priloženu datoteku, zapravo bi pokrenuo program virusa, koji bi potom poslao svoju kopiju svima u korisnikovom adresaru, te bi se lažno predstavljao kao korisnik računala koji je otvorio priloženu datoteku kako bi potaknuo primatelje da otvore poruku. 
Pretraživao je sve tvrde diskove koji su spojeni sa zaraženim računalom te je datoteke s nastavkom JPG, JPEG, VBS, VBE, *.JS, *.JSE, CSS, *.WSH, *.SCT, *.DOC *.HTA zamjenjivao svojom kopijom. *.MP2 i *.MP3 datoteke bi sakrio te bi potom sebe kopirao s istim imenom datoteke, a pojavio bi se u *.VBS formatu. Također bi skinuo zaražen program koji bi se obično zvao "WIN-BUGSFIX.EXE" ili "Microsoftv25.exe", a služi za krađu lozinke.

### Podrijetlo i efekti
Virus potječe s Filipina, a napisan je u Microsoft Visual BASIC skriptnom jeziku (MVBS-u). Lokacije zaraženih računala rasprostirale su se preko Hong Konga do Europe i SAD-a. Pentagon, CIA i Parlament Ujedinjenog Kraljevstva su stoga zatvorili svoje e-mail sustave.
13. svibnja prijavljeno je 50 milijuna zaraženih računala te je procijenjena šteta koju je virus uzrokovao iznosila 5 i pol milijardi dolara.